# Józef Surzyński

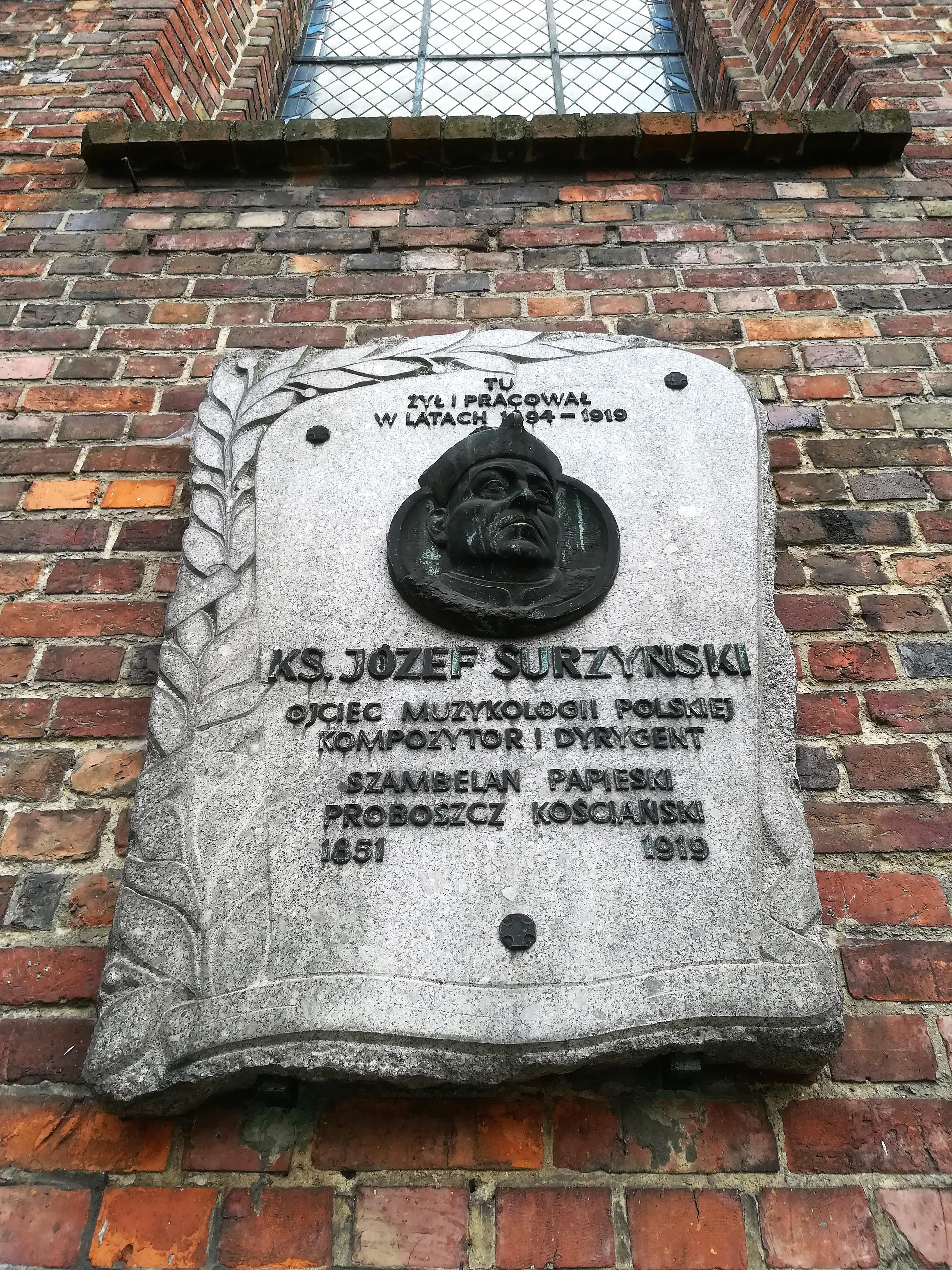
Tablica pamiątkowa na kościele Wniebowzięcia NMP w Kościanie

Józef Surzyński (ur. 15 marca 1851 w Śremie, zm. 5 marca 1919 w Kościanie) – polski kompozytor, dyrygent, teoretyk muzyki, historyk; ksiądz katolicki.

## Życiorys
Był synem Franciszka (organisty i nauczyciela muzyki) oraz Józefy ze Szmytkowskich, bratem kompozytorów Stefana i Mieczysława. Uczył się muzyki pod kierunkiem ojca, jednocześnie kończył poznańskie gimnazjum Marii Magdaleny. W 1872 wyjechał do Lipska, gdzie podjął studia matematyczne i równolegle muzyczne; w konserwatorium lipskim słuchał wykładów z teorii muzyki O. Paula. W 1874 zmienił całkowicie kierunek studiów i wyjechał do Rzymu, gdzie zajął się teologią i przygotowaniem do kapłaństwa. Przyjął święcenia kapłańskie w 1879, rok później w Rzymie obronił doktorat teologii.
W Gnieźnie odbył służbę wojskową, wkrótce potem wyjechał do Ratyzbony na kurs muzyki kościelnej. Towarzyszył mu tam brat Stefan. Od sierpnia 1881 pełnił funkcję organisty w katedrze poznańskiej, kierował jednocześnie chórem katedralnym. Mimo szykan pruskich utworzył Poznański Chór Katedralny – chór chłopięco-męski, odpowiadający wymogom reformy śpiewu kościelnego. Po raz pierwszy chór wystąpił 3 czerwca 1884.
W 1883 był jednym z założycieli poznańskiego Towarzystwa św. Wojciecha, opiekującego się organistami. Redagował pismo „Muzyka Kościelna”. W 1887 zrezygnował z funkcji organisty w poznańskiej katedrze; zastąpił go Bolesław Dembiński. Dembiński był przeciwnikiem reform muzyki kościelnej i popadł na tym tle w konflikt z ks. Surzyńskim; w efekcie zatargów Surzyński w 1894 zrezygnował także z prowadzenia chóru i został proboszczem w Kościanie.  Prowadził tam działalność muzyczną i społeczną, pracował nad rozwojem Banku Ludowego i stowarzyszeń polskich, występował w sprawie nauczania religii w języku polskim.
W 1903 otrzymał order Pro Ecclesia et Pontifice.

## Działalność publicystyczna
Położył wielkie zasługi w upowszechnianiu muzyki kościelnej w Wielkopolsce. Odnalazł w archiwach wawelskich kompozycje dawnych twórców polskich i obcych, które opublikował w czterech zeszytach Monumenta musices sacrae in Polonia (1885–1896). Wydał także m.in. śpiewniki Cantionale ecclesiasticum (1891, wiele wydań), Directorium chori (1885–1886) oraz prace przeglądowe Muzyka figuralna w kościołach polskich od XV do XVIII w. (1889), Polskie pieśni kościoła katolickiego od najdawniejszych czasów do końca XVI w. (1891), wstęp do I tomu Monumenta musices sacrae in Polonia (1885).

## Twórczość
Jako kompozytor był twórcą głównie kościelnych utworów chóralnych, reprezentujących nurt zreformowanej muzyki kościelnej (ruch cecyliański). Wiele z utworów ogłosił w specjalnych dodatkach muzycznych do pisma „Muzyka Kościelna” (razem z kompozycjami brata Mieczysława).
Ułożył śpiewnik pt. Śpiewnik kościelny dla użytku parafii rzymsko-katolickich: Laudate Dominum zawierająca Msze choralne, nabożeństwo nieszporne i kompletę, Część 1., Psallite Domino: towarzyszenie organowe do śpiewnika kościelnego dla użytku parafii rzymsko-katolickiej. Cz. 2, „Śpiewajmy Panu”: z całkowitym tekstem pieśni.